# 6월 봉기
6월 봉기 혹은 1832년의 파리 봉기(프랑스어: Insurrection républicaine à Paris en juin 1832)는 1832년 6월 5일부터 6월 6일까지 파리에서 군주제 폐지를 기치로 일어난 항쟁이다.
7월 혁명으로 세워진 루이 필리프의 7월 왕정에 불만을 품고 있던 공화주의자들은, 국왕의 유력한 조력자이자 추밀원 의장인 카지미르 피에르 페리에가 5월 16일에 사망하고, 뒤이어 나폴레옹 휘하의 장군이자 자유주의 정치가인 장 막시밀리앙 라마르크가 6월 1일에 사망한 것을 계기로 봉기를 일으켰으나 실패로 끝나고 말았다.
빅토르 위고의 작품 《레 미제라블》은 이 봉기를 주요 배경으로 하여 진행과정을 묘사하고 있다.

## 배경
1830년 7월 혁명으로 부르봉 왕가의 샤를 10세가 타도된 이후, 보다 자유주의적인 루이 필리프가 하원 의회에서 프랑스 국민의 왕으로 선출되었으나, 7월 혁명의 주요 원동력이었던 공화주의자들의 눈에는 왕이 다른 왕으로 대체된 것으로 보였기 때문에 불만을 가진 사람이 많았다.
1832년 무렵쯤에는 "피는 자신들이 흘렸으나 루이 필리프를 옹립한 기회주의자들에 의해 혁명을 '탈취당했다'라고 생각하는 공화주의자들의 불만이 팽배해" 있었다. 또한 나폴레옹 1세의 패배를 아쉬워하는 보나파르티스트도, 부르봉 왕가를 지지하면서 샹보르 백작을 왕위에 올리려는 정통왕정파도 7월 왕정 체제에 불만을 갖고 있었다.

## 원인과 도화선

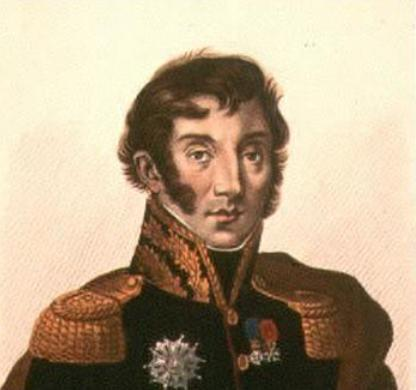
라마르크 장군은 1815년에 방데에서 정통왕정파를 진압하고 국제적인 공화주의 운동을 지원했기 때문에 공화주의자들의 존경을 받았다.

봉기에 앞서 1827년 ~ 1832년 무렵에 흉작, 식량부족, 물가 상승 등으로 심각하게 나빠진 프랑스의 경제적 상황은 전 계층에 불만을 야기했다. 거기에 1832년 봄에는 전 유럽을 뒤덮은 콜레라의 유행으로 18,402명의 희생자가 발생했고, 가난한 사람들에게는 이 재앙이 정부가 우물에 독을 탔기 때문이라는 루머가 퍼져나갔다. 그리고 이 전염병은 두 명의 유명인사도 함께 데려갔는데, 수상인 카지미르 페리에가 5월 16일에 사망했고, 나폴레옹 휘하의 장군이자 자유주의 정치인이었던 장 막시밀리앙 라마르크가 6월 1일에 사망했다. 보수파였던 페리에의 장례는 국장으로 치러진데 비해, 하층민에 대해 온건한 태도를 보였던 라마르크의 장례식은 반정부의 기운을 짙게 만들었다.
전형적인 부르주아의 지배체제였던 루이 필리프의 7월 왕정은, 이미 6월 봉기 이전에 발생한 두 번의 중요한 반란 사건에서 보여지듯이, 노동자-하층민과 정통왕정파 양쪽 모두에게 공격을 받고 있었다. (두 정파는 서로 대립적인 정파였다.) 파리 다음의 도시였던 리옹에서 1831년 12월에 견직물 공장 노동자들(Canut)이 경제적 어려움에 항의하며 까니의 반란으로 불리는 봉기를 일으켰다. 1832년 2월에는 부르봉 왕가의 지지자들(정통왕정파, 혹은 그들의 적들에게 '샤를리스트'로 불렸다.)이 '프루바트라가(Rue des Prouvaires)의 음모'로 불리는 정치적 소요를 일으켰다. 이 소요는 샹보르 백작의 어머니인 베리 공작 부인 까롤린이 부르봉 왕가의 심장부인 방데(Vendée)에서 일으킨 반란에 뒤따라 일어난 것으로, 까롤린이 1832년에 체포되어 1833년까지 구금되는 실패로 끝났고, 이후 정통왕정파들은 무장 투쟁을 포기하고 여론 투쟁으로 전환했다.

## 봉기
강한 신념을 가진 사람들로 구성된 비밀 결사가 공화주의자들을 이끌었는데, 이들은 1830년의 7월 혁명에서 부르봉 왕가를 타도했던 것과 유사하게 폭동을 유발할 계획을 세웠다. "인권을 위한 모임"은 그 중에서도 가장 주요 모임 중의 하나였다. 그들은 군대와 비슷한 조직을 갖췄고, 20명 이상의 모임을 금지하는 법조항을 피하기 위해 20명 단위의 세부 조직으로 나누고, 세부 조직마다 장과 부장(副長)을 두었다.
공화주의자들은 6월 5일 라마르크 장군의 시민 장례식에서 장례 행렬을 바스티유 광장으로 이끌면서 거사를 일으켰다. 장례행렬에는 공화주의자와 독립주의자에 대한 탄압을 피해서, 혹은 일 때문에 온 폴란드인, 이탈리아인, 독일인 등의 외국인과, 어린아이도 함께 참여했다. 그들은 시신이 안치된 곳 옆에 모여들었고, 라마르크가 죽기 전에 폴란드와 이탈리아인들의 자유를 강하게 지지하고 옹호했다는 내용의 연설이 낭독되었다. 군중들 중 몇몇이 붉은 기를 흔들면서 "자유가 아니면 죽음을"이라는 구호를 외치자 장례행렬은 곧 반정부 시위대가 되었고, 군인들은 발포하기 시작했다. 라마르크의 추모 연설을 한 라파예트 후작은 군중들에게 질서를 당부했으나 소요는 점점 커져갔다.
봉기는 하룻밤만에 주동자들을 파리 동쪽 지구의 지도자로 만들었으나, 시위대가 뿔뿔이 흩어지면서 실패로 돌아가고 말았다. 밤 동안 2만 5천명의 정규군이 수도 일부분의 소요를 진정시키기 위해 국민군에 합류했다. 시위대는 파리의 중심부인 생 마르텡 지구의 생 마르텡 길과 생 드니 길의 부근의 좁은 부분에 바리케이드를 쌓았다. 6월 6일 아침이 되자 시위대가 생 마르텡 길과 생 메리 길의 교차점에 마지막으로 모여들었다. 그 무렵 루이 필리프 1세는 파리가 여전히 자신의 통제 하에 있음을 보여주기 위해서 시위대 앞에 나타나기로 결정했다. 마지막 진압은 생 메리 수도원에서 벌어지면서 진압군은 73명이 사망하고 344명이 부상당했으며, 시위대는 93명 사망에 291명이 부상을 입었다. 이로써 시위대는 저항의 동력을 모두 소진했다.

## 이후의 여파
정부는 해당 사건을 소수의 극단주의자들의 소행으로 규정했다. 실제로 루이 필리프가 시민들에게 나타났을 때에는 열렬한 환영을 받았으며, 외무부 장관이자 진압군을 지휘했던 세바스티니 장군 역시 사람들에게 환호를 받았다. "감격한 그들은 '국왕 만세, 자유 만세'라는 구호와 함께 우리를 맞아들였고, 진압 성공에 대한 자신들의 기쁨을 표시했다."
이후의 봉기 연구에서, 봉기 참가자의 2/3 이상은 노동자 계급, 그 중에서도 건설 노동자들이 높은 비중을 차지하고 있음이 밝혀졌다. 나머지 1/3은 영세 자영업자나 점원들이 차지했다.
1830년의 7월 혁명을 통해 집권한 7월 왕정은 이 사건 이후 7월 혁명과도 거리를 두기 시작했는데, 그 중 가장 유명한 정책으로 외젠 들라크루아가 혁명을 기념하기 위해 그린 '민중을 이끄는 자유의 여신'에 대한 관람을 금지시킨 것이다. Albert Boime 에 따르면 "1832년 6월, 라마르크의 장례식에서 발생한 봉기 이후 또 다시 그런 사건이 발생할까봐 두려워 한 정부는 다시는 공개 관람을 허용하지 않았다."<ref>Albert Boime, Art in an Age of Civil Struggle, 1848-1871, University of .

## 《레 미제라블》에서의 6월 봉기

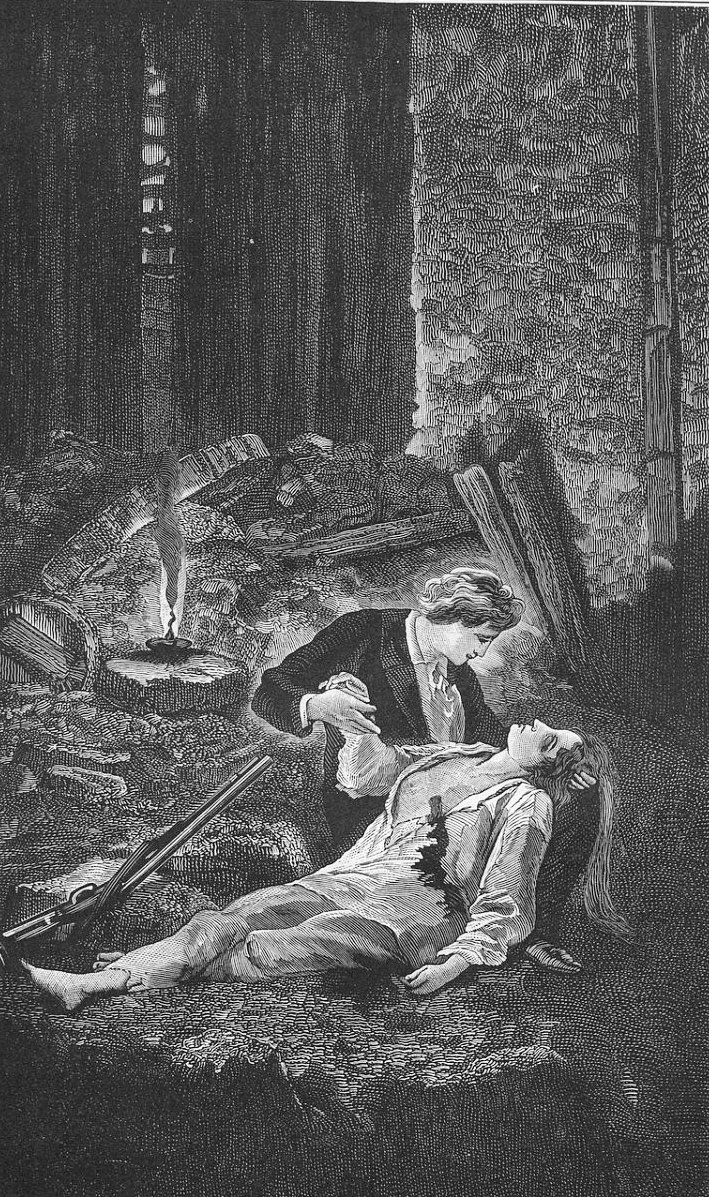
빅토르 위고의 '레 미제라블' 중 6월 봉기에서 죽는 에포닌의 일러스트

1832년 6월 5일 당시, 빅토르 위고는 튈르리 정원에서 희곡을 집필하고 있다가 레 알 방향에서 나는 총소리를 들었다. 공원은 인적이 끊겼고, 공원 관리자들은 위고를 밖으로 내보내기 위해 문 자물쇠를 열었다. 그러나 위고는 집으로 뛰어가는 대신에, 이미 파리의 절반이 군중들에게 점령당했다는 것도 모르고 빈 거리를 가로질러 소리를 따라갔다. 레 알은 바리케이드로 막혔기 때문에 다른 곳으로 가려고 했으나 중간쯤에서 오도가도 못하고 바리케이드에 둘러싸였다.
- 7월 혁명
- 7월 왕정
- 2월 혁명